# Tólar esloveno
El tólar fue la moneda oficial de Eslovenia desde el 8 de octubre de 1991 hasta el 31 de diciembre de 2006. Estaba dividida en 100 stotins. El código ISO 4217 para esta unidad monetaria es SIT.
El 1 de enero de 2007, Eslovenia pasó a adoptar el euro como su nueva moneda.

## Etimología
La palabra “tólar” proviene de la antigua divisa thaler, una moneda de plata creada en 1518 en Joachimsthal, Bohemia, de la cual también deriva la palabra dólar. El esloveno tiene un número gramatical dual, por lo que las denominaciones de 2 tólar sería tolarja en vez de tolarjev.

## Historia
El tólar se introdujo por primera vez el 8 de octubre de 1991, reemplazando al dinar yugoslavo de 1990 con una tasa de cambio de 1:1.

### Euro
El 28 de junio de 2004, el tólar ingresó en el MTC II, el mecanismo de tipos de cambio de la Unión Europea, con un tipo de cambio de 239,640 tólares eslovenos = 1 euro con una banda de fluctuación de ± 15%.
El 16 de mayo de 2006, la Comisión Europea propuso la entrada de Eslovenia en la zona del euro. El 16 de junio de 2006, los jefes de Estado y de Gobierno de la Unión Europea aprobaron dicha incorporación. Finalmente, el 11 de julio de 2006, el Consejo de Asuntos Económicos y Financieros de la UE (ECOFIN) dio luz verde a la incorporación de Eslovenia a la zona del euro y estableció el tipo de cambio irrevocable en 239,640 tólares eslovenos = 1 euro. Los eslovenos ya habían escogido las caras nacionales, que representarían paisajes y héroes nacionales. La moneda de un euro, por ejemplo, recoge la figura de Primoz Trubar, el autor del primer libro impreso en Eslovenia en el siglo XVI.
El 1 de enero de 2007, Eslovenia pasó a adoptar el euro como su nueva moneda.

## Monedas
Circularon las siguientes denominaciones:
| Imagen | Denominación | Metal    | Diámetro (mm) | Peso (g) | Canto                | Reverso                          | Anverso                                                         |
| ------ | ------------ | -------- | ------------- | -------- | -------------------- | -------------------------------- | --------------------------------------------------------------- |
|        | 10 Stotinov  | Al       | 16,00         | 0,55     | Liso                 | Proteo - PROTEUS ANGUINUS - 10   | 10 - DESET STOTINOV - REPUBLIKA SLOVENIJA - año de acuñación    |
|        | 20 Stotinov  | Al       | 18,00         | 0,70     | Liso                 | Búho chico - ASIO OTUS - 20      | 20 - DVAJSET STOTINOV - REPUBLIKA SLOVENIJA - año de acuñación  |
|        | 50 Stotinov  | Al       | 20,00         | 0,85     | Liso                 | Abeja - APIS MELLIFERA - 50      | 50 - PETDESET STOTINOV - REPUBLIKA SLOVENIJA - año de acuñación |
|        | 1 Tólar      | Cu+Ni+Zn | 22,00         | 4,50     | Estriado             | Truchas - SALMO TRUTTA FARIO - 1 | 1 - EN TOLAR - REPUBLIKA SLOVENIJA - año de acuñción            |
|        | 2 Tólar      | Cu+Ni+Zn | 24,00         | 5,40     | Estriado             | Golondrina - HIRUNDO RUSTICA - 2 | 2 - DVA TOLARJA - REPUBLIKA SLOVENIJA - año de acuñación        |
|        | 5 Tólar      | Cu+Ni+Zn | 26,00         | 6,40     | Estriado             | Íbice - CAPRA IBEX - 5           | 5 - PET TOLARJEV - REPUBLIKA SLOVENIJA - año de acuñación       |
|        | 10 Tólar     | Cu+Ni    | 22,00         | 5,75     | Estriado             | Caballo - EQUUS - 10             | 10 - DESET TOLARJEV - REPUBLIKA SLOVENIJA - año de acuñación    |
|        | 20 Tólar     | Cu+Ni    | 24,00         | 6,85     | Estriado             | Cigüeña - CICONIA CICONIA - 20   | 20 - DVAJSET TOLARJEV - REPUBLIKA SLOVENIJA - año de acuñación  |
|        | 50 Tólar     | Cu+Ni    | 26,00         | 8,00     | Estriado discontinuo | Toro - TAURUS TAURUS - 50        | 50 - PETDESET TOLARJEV - REPUBLIKA SLOVENIJA - año de acuñación |

## Billetes
Los primeros billetes que se imprimieron el 8 de octubre de 1991 fueron emisiones provisionales en denominaciones de 0'50, 1, 2, 5, 10, 50, 100, 200, 500, 1000 y 5000 SIT. Todos los billetes tenían en su diseño una abeja y el pico del Triglav. En 1992 el Banco Central de Eslovenia emitió las series que circularían hasta la adopción del euro y que son las siguientes:
| Imagen del anverso | Imagen del reverso | Denominación | Color predominante | Dimensiones | Anverso                                                                                                   | Reverso |
| ------------------ | ------------------ | ------------ | ------------------ | ----------- | --- | --- |
|                    |                    | 10 Tólar     | Granate            | 120 x 60 mm | 10 - DESET TOLARJEV - Primož Trubar - BANKA SLOVENIJE                                                     | 10 - DESET TOLARJEV - Iglesia Ursulina, Liubliana - BANKA SLOVENIJE                                            |
|                    |                    | 20 Tólar     | Amarillo           | 126 x 63 mm | 20 - DVAJSET TOLARJEV - Janez Vajkard Valvasor - Compás - BANKA SLOVENIJE                                 | 20 - DVAJSET TOLARJEV - Mapa de Eslovenia - Ángeles - BANKA SLOVENIJE                                          |
|                    |                    | 50 Tólar     | Azul               | 132 x 66 mm | 50 - PETDESET TOLARJEV - Jurij Vega - BANKA SLOVENIJE                                                     | 50 - PETDESET TOLARJEV - Sistema Solar - Fachada de la Academia de las Ciencias, Liubliana - BANKA SLOVENIJE   |
|                    |                    | 100 Tólar    | Multicolor         | 138 x 69 mm | 100 - STO TOLARJEV - Rihard Jakopič - Pincel - BANKA SLOVENIJE                                            | 100 - STO TOLARJEV - Pintura "El Sol" de Jakopič - BANKA SLOVENIJE                                             |
|                    |                    | 200 Tólar    | Granate            | 144 x 72 mm | 200 - DVESTO TOLARJEV - Iacobus Gallus - Órgano - BANKA SLOVENIJE                                         | 200 - DVESTO TOLARJEV - Teatro Filarmónico de Eslovenia - BANKA SLOVENIJE                                      |
|                    |                    | 500 Tólar    | Rosa               | 150 x 75 mm | 500 - PETSTO TOLARJEV - Jože Plečnik - Compás - BANKA SLOVENIJE                                           | 500 - PETSTO TOLARJEV - Biblioteca Nacional de la Universidad de Liubliana - Sala de lectura - BANKA SLOVENIJE |
|                    |                    | 1.000 Tólar  | Multicolor         | 156 x 75 mm | 1000 - TISOČ TOLARJEV - France Prešeren - BANKA SLOVENIJE                                                 | 1000 - TISOČ TOLARJEV - Fragmento del poema de Prešeren, "Un brindis" - BANKA SLOVENIJE                        |
|                    |                    | 5.000 Tólar  | Multicolor         | 156 x 78 mm | 5000 - PET TISOČ TOLARJEV - Ivana Kobilca - BANKA SLOVENIJE                                               | 5000 - PET TISOČ TOLARJEV - Galería Nacional de Liubliana - Fuente de Robba - BANKA SLOVENIJE                  |
|                    |                    | 10.000 Tólar | Violeta            | 156 x 78 mm | 10000 - DESET TISOČ TOLARJEV - Ivan Cankar - Plano de la escena del Teatro de Liubliana - BANKA SLOVENIJE | 10000 - DESET TISOČ TOLARJEV - Crisantemo - BANKA SLOVENIJE                                                    |